# سجاد شهباززاده
سجاد شهباززاده (زادهٔ ۳ بهمن ۱۳۶۸) بازیکن فوتبال اهل ایران است که در پست مهاجم بازی می‌کند.
وی سابقه بازی در سایپا، استقلال، آلانیا اسپور، نفت تهران، القطر و سپاهان را نیز در کارنامه خود دارد.

## زندگی شخصی
سجاد شهباززاده در تاریخ ۳ بهمن ۱۳۶۸ در شهر اردبیل دیده به جهان گشود. در حال حاضر شهباززاده دانشجوی دکتری رشته مدیریت ورزشی می‌باشد. او فارغ‌التحصیل کارشناسی و کارشناسی ارشد مدیریت ورزشی است. سجاد شهباززاده در حال حاضر مجرد می‌باشد.

## عملکرد باشگاهی

### سایپا کرج
او فوتبال حرفه‌ای خود را از تیم سایپا آغاز نمود و در۹۰ بازی ۲۰ گل به ثمر رساند.

### استقلال تهران
شهباززاده در سال خرداد ۱۳۹۳ با قراردادی ۳ ساله به استقلال پیوست و طی دو فصل برای این تیم ۱۹ گل زد، ۷ پاس گل داد و موفق به کسب ۳ پنالتی شد. در جام حذفی نیز شهباززاده برای استقلال ۵ گل مهم و حساس به ثمر رساند.

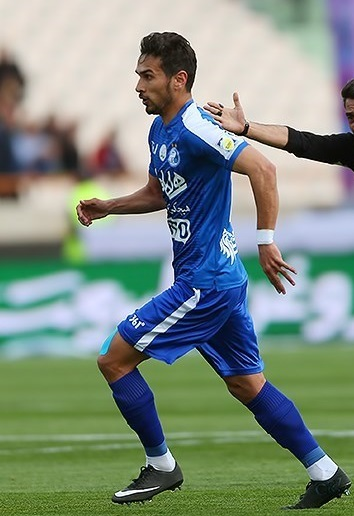
شهباززاده با پیراهن استقلال در اسفند ۱۳۹۴

### آلانیا اسپور ترکیه
وی در فصل نقل و انتقالات تابستانی ۹۵–۹۶ به تیم آلانیا اسپور پیوست. اما پس از طی فصلی تقریباً ناموفق و تنها با چهار بازی و یک گل برای پیوستن به استقلال تهران قرارداد خود را فسخ کرد.

### نفت تهران
پس از جدایی از آلانیا اسپور وی تصمیم به پیوستن به استقلال را داشت اما پس از محرومیت این تیم از بازار نقل و انتقالات زمستانه به تیم تراکتورسازی پیوست. اما از بدشانسی وی این تیم هم از بازار نقل و انتقالات محروم شد. او پس از کش و قوس‌های فراوان به نفت تهران پیوست. او تک گل منجر به قهرمانی تیم نفت تهران در جام حذفی ۹۶–۱۳۹۵ را مقابل تراکتورسازی به ثمر رساند.

### بازگشت به استقلال تهران
وی سرانجام در فصل ۱۳۹۷–۱۳۹۶ به تیم استقلال بازگشت اما نتوانست زیر نظر علی منصوریان مثل سابق ستاره این تیم شود بخاطر عملکرد ضعیف خودش از استقلال جدا شد.

### القطر
او پس از جدایی از تیم استقلال با اینکه به صورت جدی از ذوب آهن پیشنهاد داشت اما به باشگاه القطر در لیگ ستارگان قطر پیوست و در نخستین بازی خود توانست پاس گل بدهد اما به دلیل مصدومیت از لیست القطر خارج شد و نیم فصل ۱۳۹۷–۱۳۹۶ را بدون تیم سپری کرد.

### سپاهان اصفهان
وی با درخواست امیر قلعه‌نویی سرمربی وقت سپاهان برای فصل ۹۸–۱۳۹۷ به این تیم پیوست.

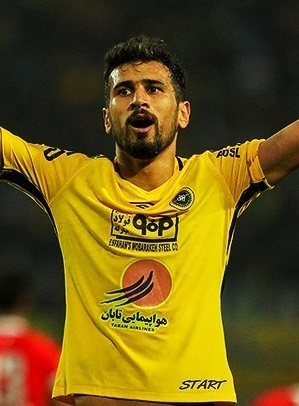
شهباززاده با پیراهن سپاهان در آذر ۱۳۹۷

او با حضور در سپاهان گویی توانست پس از دو فصل احیا شود و نخستین گلش را در هفته دوم لیگ برتر فصل ۹۸–۱۳۹۷ مقابل تیم سپیدرود به ثمر رساند؛ که سپاهان در این بازی ۶ بر ۱ پیروز شد.
اما دوران اوج بازی شهباززاده پس از سرمربیگری محرم نویدکیا در سپاهان آغاز شد؛ به طوری که وی درخشان‌ترین فصل فوتبالی خود را سپری می‌کند و موفق به گرفتن عنوان آقای گل لیگ بیستم، با ۲۰ گل زده شد. درخششی که پس از سالها منجر به دعوت وی به تیم ملی فوتبال ایران شد.

### بازگشت به استقلال تهران
شهباززاده در ۲۶ خرداد ۱۴۰۱ با عقد قراردادی به صورت رسمی برای سومین بار به تیم استقلال بازگشت. وی همراه با استقلال قهرمان سوپرجام ایران ۱۴۰۱ شد.

### مس رفسنجان
شهباززاده در ۹ مرداد ۱۴۰۲ با عقد قراردی به صورت رسمی به تیم مس رفسنجان پیوست.

## آمار باشگاهی
تا تاریخ ۱۱ دی ۱۴۰۲
| عملکرد             | عملکرد             | عملکرد             | لیگ      | لیگ      | جام      | جام      | قاره‌ای | قاره‌ای | مجموع | مجموع |
| فصل                | باشگاه             | لیگ                | بازی     | گل       | بازی     | گل       | بازی   | گل     | بازی  | گل    |
| —                  | —                  | —                  | لیگ برتر | لیگ برتر | جام حذفی | جام حذفی | آسیا   | آسیا   | مجموع | مجموع |
| ------------------ | ------------------ | ------------------ | -------- | -------- | -------- | -------- | ------ | ------ | ----- | ----- |
| ۲۰۱۰–۲۰۱۱          | سایپا              | لیگ برتر           | ۱        | ۰        | ۰        | ۰        | _      | _      | ۱     | ۰     |
| ۲۰۱۱–۲۰۱۲          | سایپا              | لیگ برتر           | ۲۱       | ۴        | ۱        | ۰        | _      | _      | ۲۲    | ۴     |
| ۲۰۱۲–۲۰۱۳          | سایپا              | لیگ برتر           | ۳۱       | ۶        | ۰        | ۰        | _      | _      | ۳۱    | ۶     |
| ۲۰۱۳–۲۰۱۴          | سایپا              | لیگ برتر           | ۳۰       | ۹        | ۱        | ۰        | _      | _      | ۳۱    | ۹     |
| مجموع سایپا        | مجموع سایپا        | مجموع سایپا        | ۸۳       | ۱۹       | ۲        | ۰        | _      | _      | ۸۵    | ۱۹    |
| ۲۰۱۴–۲۰۱۵          | استقلال            | لیگ برتر           | ۳۰       | ۱۲       | ۲        | ۱        | _      | _      | ۳۲    | ۱۳    |
| ۲۰۱۵–۲۰۱۶          | استقلال            | لیگ برتر           | ۲۶       | ۷        | ۴        | ۴        | _      | _      | ۳۰    | ۱۱    |
| مجموع استقلال      | مجموع استقلال      | مجموع استقلال      | ۵۶       | ۱۹       | ۶        | ۵        | _      | _      | ۶۲    | ۲۴    |
| ۲۰۱۶–۲۰۱۷          | آلانیا اسپور       | لیگ ترکیه          | ۴        | ۱        | ۱        | ۰        | _      | _      | ۵     | ۱     |
| مجموع آلانیا اسپور | مجموع آلانیا اسپور | مجموع آلانیا اسپور | ۴        | ۱        | ۱        | ۰        | _      | _      | ۵     | ۱     |
| ۲۰۱۶–۲۰۱۷          | نفت تهران          | لیگ برتر           | ۸        | ۰        | ۱        | ۱        | _      | _      | ۹     | ۱     |
| مجموع نفت تهران    | مجموع نفت تهران    | مجموع نفت تهران    | ۸        | ۰        | ۱        | ۱        | _      | _      | ۹     | ۱     |
| ۲۰۱۷–۲۰۱۸          | استقلال            | لیگ برتر           | ۸        | ۰        | ۱        | ۰        | _      | _      | ۹     | ۰     |
| مجموع استقلال      | مجموع استقلال      | مجموع استقلال      | ۸        | ۰        | ۱        | ۰        | _      | _      | ۹     | ۰     |
| ۲۰۱۷–۲۰۱۸          | القطر              | لیگ قطر            | ۲        | ۰        | ۰        | ۰        | _      | _      | ۲     | ۰     |
| مجموع القطر        | مجموع القطر        | مجموع القطر        | ۲        | ۰        | ۰        | ۰        | _      | _      | ۲     | ۰     |
| ۲۰۱۸–۲۰۱۹          | سپاهان             | لیگ برتر           | ۲۹       | ۶        | ۴        | ۱        | _      | _      | ۳۳    | ۷     |
| ۲۰۱۹–۲۰۲۰          | سپاهان             | لیگ برتر           | ۲۳       | ۳        | ۲        | ۱        | ۵      | ۱      | ۳۰    | ۵     |
| ۲۰۲۰–۲۰۲۱          | سپاهان             | لیگ برتر           | ۳۰       | ۲۰       | ۳        | ۱        | _      | _      | ۳۳    | ۲۱    |
| ۲۰۲۱–۲۰۲۲          | سپاهان             | لیگ برتر           | ۲۸       | ۶        | ۱        | ۱        | ۶      | ۲      | ۳۶    | ۹     |
| مجموع سپاهان       | مجموع سپاهان       | مجموع سپاهان       | ۱۱۰      | ۳۵       | ۱۰       | ۴        | ۱۱     | ۳      | ۱۳۱   | ۴۲    |
| ۲۰۲۳–۲۰۲۲          | استقلال            | لیگ برتر           | ۱۶       | ۰        | ۳        | ۰        | _      | _      | ۱۹    | ۰     |
| مجموع استقلال      | مجموع استقلال      | مجموع استقلال      | ۱۶       | ۰        | ۳        | ۰        | _      | _      | ۱۹    | ۰     |
| ۲۰۲۳–۲۰۲۴          | مس رفسنجان         | لیگ برتر           | ۱۰       | ۱        | ۰        | ۰        | _      | _      | ۱۰    | ۱     |
| مجموع مس رفسنجان   | مجموع مس رفسنجان   | مجموع مس رفسنجان   | ۱۰       | ۱        | ۰        | ۰        | _      | _      | ۱۰    | ۱     |
| مجموع آمار         | مجموع آمار         | مجموع آمار         | ۲۹۷      | ۷۵       | ۲۴       | ۱۰       | ۱۱     | ۳      | ۳۳۲   | ۸۸    |

## افتخارات

### باشگاهی

#### استقلال
- نایب قهرمان جام حذفی: ۹۵–۱۳۹۴
- قهرمان سوپر جام: ۱۴۰۱
- نایب قهرمان جام حذفی : ۰۲–۱۴۰۱

#### نفت تهران
- قهرمان جام حذفی: ۹۶–۱۳۹۵

#### سپاهان
- نایب قهرمان لیگ برتر: ۹۸–۱۳۹۷، ۱۴۰۰–۱۳۹۹

مس رفسنجان
- نایب قهرمان جام حذفی: ۰۳–۱۴۰۲

### فردی
- تیم منتخب لیگ برتر ایران ۹۴–۱۳۹۳[۸]
- تیم منتخب لیگ برتر ایران ۱۴۰۰–۱۳۹۹[۹]
- آقای گل جام حذفی: ۹۵–۱۳۹۴ (۴ گل)
- بهترین مهاجم سال ۱۳۹۹ لیگ ایران به انتخاب نوروز فوتبالی[۱۰]
- آقای گل لیگ برتر ایران: ۱۴۰۰–۱۳۹۹ (۲۰ گل)